# Arcipelago in fiamme
Arcipelago in fiamme (Air Force) è un film di guerra statunitense del 1943 diretto da Howard Hawks, con John Garfield, John Ridgely e Gig Young.

## Trama
Il film focalizza la storia sull'equipaggio del "Mary-Ann", nome con cui aveva battezzato il proprio bombardiere Boeing B-17 Flying Fortress, mandato in volo nei primi giorni del coinvolgimento statunitense nella seconda guerra mondiale. La vicenda inizia con un volo dalla California sino al campo Hickam a Pearl Harbor, nelle Hawaii, dove la guerra era iniziata dal 7 dicembre 1941. Lo squadrone B-17 disarmato arriva proprio all'inizio dell'attacco giapponese, fatto storicamente corretto in quanto gli operatori radar pensarono che gli aerei giapponesi in arrivo fossero in realtà quelli dello squadrone dei B-17.
Il film ritrae John Garfield nel ruolo di un armiere senza affetti che è stato sbattuto fuori dalla scuola di volo dopo una collisione a mezz'aria dove un altro pilota perse la vita. Harry Carey ha un ruolo molto importante nei panni del capo equipaggio della Mary-Ann, veterano della aviazione, con un figlio pilota.

## Produzione
Girato nei primi giorni della seconda guerra mondiale, il film mostra un minimo di propaganda anti-giapponese e che sfocerà in provvedimenti deprecabili come l'internamento dei cittadini statunitensi di origine giapponese. Dettagliate come nel libro di Walter Lord, Day of Infamy, le investigazioni provarono in seguito che nessun nippo-americano era stato coinvolto in alcun sabotaggio durante l'attacco di Pearl Harbor. Varie parti del film vennero filmate a Drew Field, a Tampa in Florida.

## Distribuzione
Distribuito nelle sale statunitensi il 20 marzo 1943; in Italia uscì nel novembre 1949.

## Riconoscimenti
Il film ha ottenuto quattro candidature ai Premi Oscar 1944, vincendo quello per il miglior montaggio.
Nel 1943 il National Board of Review of Motion Pictures l'ha inserito nella lista dei migliori dieci film dell'anno.